# Borshorngrunden
Borshorngrunden är klippor i Finland.   De ligger i landskapet Nyland, i den södra delen av landet, 80 km sydväst om huvudstaden Helsingfors.
Terrängen runt Borshorngrunden är mycket platt.  Närmaste större samhälle är Ekenäs, 18,1 km nordväst om Borshorngrunden. 